# Ceroctis aurantiaca
Ceroctis aurantiaca es una especie de coleóptero de la familia Meloidae.

## Distribución geográfica
Habita en Yibuti.